# Дионисий (папа)
Вижте пояснителната страница за други личности с името Дионисий.
Дионисий (на латински: Dionysius) е римски папа от 22 юли 259 г. до смъртта си на 26 декември 268 г.
Светият престол остава незает почти година след смъртта на папа Сикст II, поради гоненията на християните. Император Валериан I, който огранизира гоненията е убит от царя на Персия през 260 г. Новият император Галиен издава едикт за толерантност към новата религия и дава на християнството законен статут. Дионисий е първият папа, който не е посочен като мъченик.
Паметта му се почита на 30 декември.